# Nagisa Ikemoto
Nagisa Ikemoto –en japonés, 池本茂彼, Ikemoto Nagisa– (25 de agosto de 2002) es una deportista de Japón que compite en natación. Ganó dos medallas de bronce en los Juegos Olímpicos de la Juventud de 2018, en las pruebas de 4 × 100 m libre y 4 × 100 m estilos mixto.